# 釜石郵便局
釜石郵便局（かまいしゆうびんきょく）は、岩手県釜石市にある郵便局である。民営化前の分類では集配普通郵便局であった。局番号は83003。

## 概要
住所：〒026-8799 岩手県釜石市只越町三丁目2-26

## 沿革
- 1873年（明治6年）2月5日 - 釜石郵便取扱所として開設[1]。
- 1874年（明治7年）1月1日 - 釜石郵便役所となる。
- 1875年（明治8年）1月1日 - 釜石郵便局（四等）となる。
- 1876年（明治9年）2月2日 - 為替取扱を開始。
- 1879年（明治12年）5月5日 - 貯金取扱を開始。
- 1889年（明治22年）9月21日 - 釜石郵便電信局となる。
- 1903年（明治36年）4月1日 - 通信官署官制の施行に伴い釜石郵便局となる。
- 1919年（大正8年）4月3日 - 火災で類焼[2]。
- 1954年（昭和29年）11月 - 局舎新築。
- 1956年（昭和31年）9月1日 - 電話通話および和文電報受付事務の取扱を開始[3]。
- 1978年（昭和53年）2月27日 - 釜石市大町一丁目から、同市只越町三丁目に局舎を新築して移転[4]。
- 1985年（昭和60年）5月13日 - 甲子郵便局[5]から集配業務を移管。
- 1991年（平成3年）10月1日 - 外国通貨の両替および旅行小切手の売買に関する業務取扱を開始。
- 2007年（平成19年）10月1日 - 民営化に伴い、併設された郵便事業釜石支店に一部業務を移管。
- 2012年（平成24年）10月1日 - 日本郵便株式会社発足に伴い、郵便事業釜石支店を釜石郵便局に統合。
- 2017年（平成29年）3月6日 - 唐丹郵便局から「026-01xx」区域、鵜住居郵便局から「026-03xx」区域および栗橋郵便局から「026-04xx」区域の集配業務を移管。

## 取扱内容
- 郵便、印紙、ゆうパック、内容証明
- 貯金、為替、振替、振込、国際送金、国債、投資信託
- 生命保険、バイク自賠責保険、自動車保険
- ゆうちょ銀行ATM
- 釜石市内の一部地域（〒026-xxxx）の集配業務
- ゆうゆう窓口

## 周辺
- 釜石市役所
- 国道45号

## アクセス
- JR釜石線および三陸鉄道リアス線 釜石駅から徒歩約18分
- 岩手県交通バス ｢釜石中央｣停留所下車
- 駐車場あり：14台